# حمام مائي

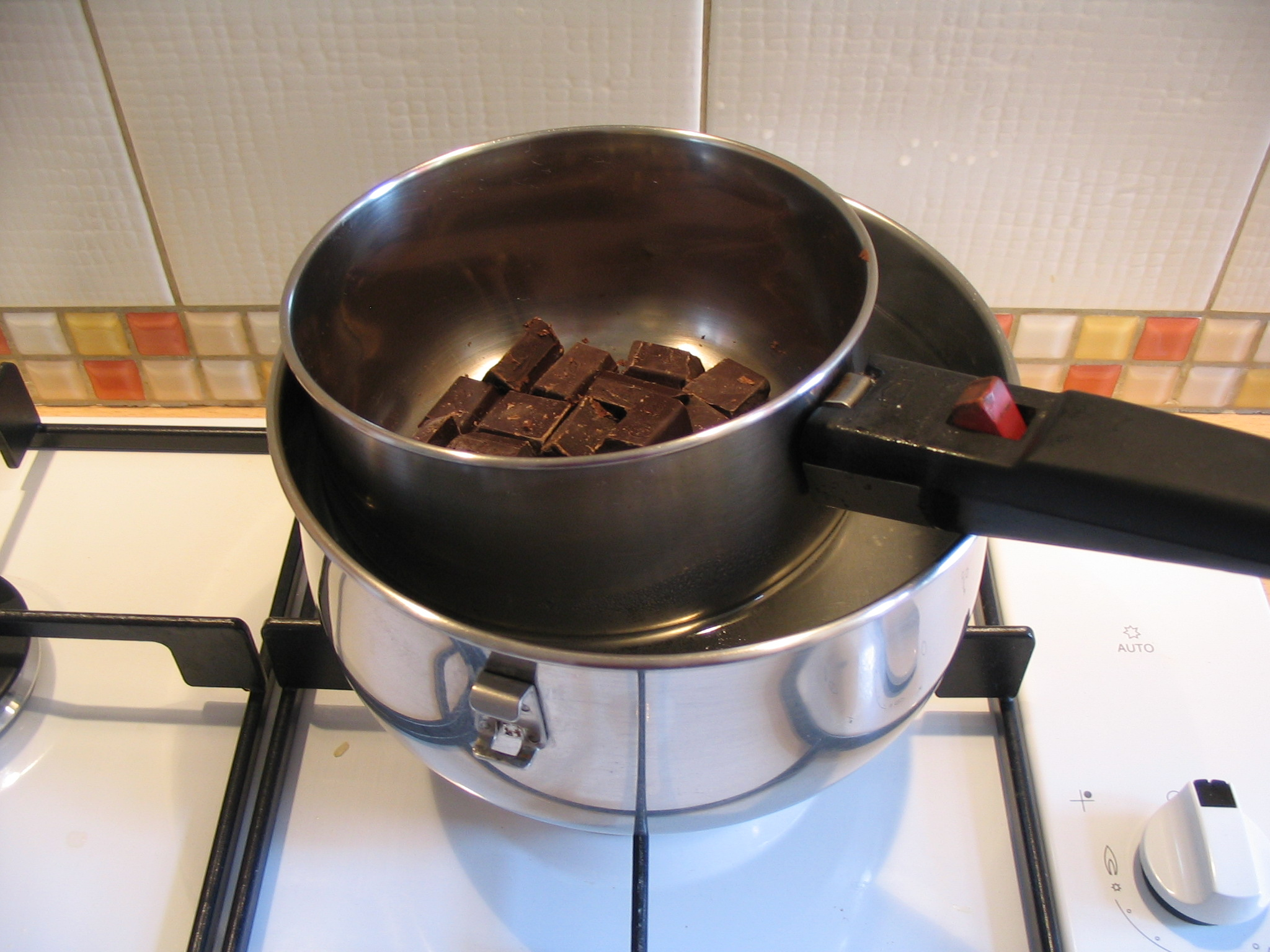
حمام مريم لإذابة الشوكولاتة.

الحمام المائي أو القِدر المزدوجة  أو حمام مريم يطلق على استعمال سائل ساخن لتدفئة وعاء يحتوي على طبق أو إعداد لتكون ساخنة. بالإضافة إلى ذلك، يشير حمام مريم أيضا إلى الوعاء الذي يحتوي على السائل الساخن.
يحتوي حمام مريم على سائل (ماء أو زيت، على سبيل المثال). هذه التقنية للتسخين لديها ميزة تجنب إمدادات الحرارة المفاجئة وتسمح بالسيطرة على التسخين وتجنب تقريبًا أي خطر للتفحم، ولو جزئيا. بينما يستخدم الزيت لأجل بلوغ درجات حرارة أعلى من 100 درجة مئوية.